# Tondela
Tondela is een gemeente in het Portugese district Viseu.
De gemeente heeft een totale oppervlakte van 371 km² en telde 31.152 inwoners in 2001.
De gelijknamige plaats telt ongeveer 14.000 inwoners.

## Sport
CD Tondela is de betaaldvoetbalclub van Tondela en speelt in het Estádio João Cardoso.

## Kernen
- Barreiro de Besteiros
- Campo de Besteiros
- Canas de Santa Maria (met Valverde)
- Caparrosa
- Castelões
- Dardavaz (Tondela)
- Ferreirós do Dão
- Guardão
- Lajeosa
- Lobão da Beira (Tondela)
- Molelos (Tondela)
- Mosteirinho
- Mosteiro de Fráguas
- Mouraz (Tondela)
- Nandufe (Tondela)
- Parada de Gonta
- Sabugosa
- Santiago de Besteiros
- São João do Monte
- São Miguel do Outeiro
- Silvares
- Tonda (Tondela)
- Tondela
- Tourigo
- Vila Nova da Rainha (Tondela)
- Vilar de Besteiros